# Stella Freitas
Maristela Andrade Freitas (São Paulo, 18 de maio de 1954), mais conhecida como Stella Freitas, é uma atriz e diretora teatral brasileira.

## Biografia
Stella Freitas participou do seriado Sítio do Picapau Amarelo por três vezes. A primeira foi em 1977 interpretando a  Cuca e as outras vezes em 1984 e em  2006.
Em 1987, começou a chamar a atenção do grande público ao interpretar a divertida empregada Dinalda na novela Sassaricando, de Sílvio de Abreu. Destaca-se nesse tipo de papel, o repetindo de forma marcante em outras duas novelas: Era uma Vez... (1998), de Walther Negrão e Senhora do Destino (2004), de Aguinaldo Silva.
Como diretora teatral, Stela Freitas dirigiu, em 1994 de “Pirandello Nunca Mais, de Ricardo Hofstetter, e Metralha, um musical protagonizado por Diogo Vilela, em 1996.
Em 1998, Stella Freitas apresentou o programa educativo "Alô, Vídeo Escola", no Canal Futura. A atriz tem várias participações em filmes, novelas e teatro. No cinema, Stela Freitas ganhou o prêmio de melhor atriz coadjuvante, no 18.º Festival de Gramado em 1990, por sua interpretação no filme Stelinha, de Miguel Faria Jr.
Em 2001, Stella Freitas participa do musical “South American Way”, de Miguel Falabella e Maria Carmem Barbosa, interpretando Carmem Miranda ao lado de Stella Miranda.
Stella Freitas comemorou 30 anos de carreira, em 2002, com o espetáculo “Chega de Sobremesa”. Em 2008, Stela Freitas esteve no teatro com a peça “Nesta Data Querida”, de Aloísio de Abreu e Lícia Manzo, ao lado do próprio Aloísio de Abreu.
Trabalhou na Rede Globo durante anos, porém depois de encerrada sua participação no seriado Sítio do Picapau Amarelo, Em 2007, Stella Freitas transferiu-se para a Rede Record para gravar a novela Luz do Sol, de Ana Maria Moretzsohn. também em 2008, a atriz volta às novelas, em Chamas da Vida.

## Carreira

### Televisão
| Ano     | Título                          | Papel                      | Notas                                            |
| ------- | ------------------------------- | -------------------------- | ------------------------------------------------ |
| 1972    | Eu e a Moto                     | Karina                     | como Maristela Andrade                           |
| 1978–81 | Sítio do Picapau Amarelo        | Cuca                       |                                                  |
| 1980    | Sítio do Picapau Amarelo        | Abelha Nair                | Episódio: "A Rainha das Abelhas"                 |
| 1983–84 | Viva o Gordo                    | Várias personagens         |                                                  |
| 1984    | Sítio do Picapau Amarelo        | Assunta Ribeiro            | Episódio: "A Arca da Emília"                     |
| 1985    | Tamanho Família                 | Irinéia                    |                                                  |
| 1987    | Sassaricando                    | Dinalda Aparecida de Souza |                                                  |
| 1988    | Vida Nova                       | Marieta                    |                                                  |
| 1989    | Chico Anysio Show               | Dona Cândida / Pretória    |                                                  |
| 1990    | Gente Fina                      | Laila                      |                                                  |
| 1990–91 | Escolinha do Professor Raimundo | Dona Cândida               |                                                  |
| 1992    | Anos Rebeldes                   | Dagmar                     |                                                  |
| 1992    | Você Decide                     | Gisele                     | Episódio: "A Cantada"                            |
| 1995    | 74.5: Uma Onda no Ar            | Dinorah                    |                                                  |
| 1995    | Explode Coração                 | Pattia                     |                                                  |
| 1995    | Você Decide                     | Leninha                    | Episódio: "A Barbada do Além"                    |
| 1996–97 | Chico Total                     | Pretória                   |                                                  |
| 1997    | Velas de Sangue                 | Maria José (Marizé)        |                                                  |
| 1998    | Era uma Vez...                  | Quitéria Pascoal           |                                                  |
| 1998    | Mulher                          | Soraya                     |                                                  |
| 1999    | O Belo e as Feras               | Tereza                     | Episódio: "Sermão é Padecer no Paraíso"          |
| 1999–03 | Zorra Total                     | Carolina Saraiva           |                                                  |
| 2001    | Escolinha do Professor Raimundo | Juanita                    |                                                  |
| 2004    | Celebridade                     | Odete Sampaio              | Episódios: "26–27 de janeiro"                    |
| 2004    | Senhora do Destino              | Cícera Batista             |                                                  |
| 2005    | Essas Mulheres                  | Eunice Camargo             | Episódios: "17–18 de junho"                      |
| 2006    | Sítio do Picapau Amarelo        | Florena Caipora            | Temporada 6                                      |
| 2007    | Luz do Sol                      | Yvonne Macedo              |                                                  |
| 2008    | Chamas da Vida                  | Rosicler Bueno Pimenta     |                                                  |
| 2010    | Ribeirão do Tempo               | Virgínia Ajuricaba         |                                                  |
| 2012    | Balacobaco                      | Hilda Batista              |                                                  |
| 2013    | Pa Pe Pi Po Pu                  | Odete                      | Especial de fim de ano                           |
| 2014    | Milagres de Jesus               | Priscila                   | Episódio: "A Pecadora que Ungiu os Pés de Jesus" |
| 2014    | Manual Prático da Melhor Idade  | Carlota                    | Especial de fim de ano                           |
| 2015    | Os Dez Mandamentos              | Sifrá                      | Episódio: "23 de março"                          |
| 2015    | Os Homens São de Marte...       | Irmã Graça                 | Episódio: "Aprendendo Com a Filha"               |
| 2017    | TOC's de Dalila                 | Alicinha                   | Episódio: "O Caso do Garfo"                      |
| 2019    | Escolinha do Professor Raimundo | Tia Cândida                | Episódio: "22 de setembro"                       |
| 2019    | Bom Sucesso                     | Tereza Vieira (Terezinha)  |                                                  |
| 2019    | Detetives do Prédio Azul        | Soraia                     | Episódio: "Vovó Limpeza"                         |
| 2021    | Um Lugar ao Sol                 | Geize                      |                                                  |
| 2022    | Cara e Coragem                  | Célia Rocha                |                                                  |
| 2023–24 | Vicky e a Musa                  | Bete                       |                                                  |

### Cinema
| Ano  | Título                                           | Papel                |
| ---- | ------------------------------------------------ | -------------------- |
| 1975 | O Rei da Noite                                   | Prostituta           |
| 1977 | A Árvore dos Sexos                               | Josefina             |
| 1982 | Das Tripas Coração                               | Penha                |
| 1984 | Memórias do Cárcere                              | —                    |
| 1985 | Urubus e Papagaios                               | Esposa do médico     |
| 1986 | Com Licença, Eu Vou à Luta                       | —                    |
| 1987 | Romance da Empregada                             | Lurdes               |
| 1990 | Stelinha                                         | Secretária de Veloso |
| 1997 | Amar                                             | Mãe(Curta-metragem)  |
| 1998 | Central do Brasil                                | Yolanda              |
| 2002 | Como se Morre no Cinema                          | —                    |
| 2003 | O Vestido                                        | Tia Zilá             |
| 2013 | Corda Bamba, História De Uma Menina Equilibrista | Maria Cecília        |

## Prêmios e indicações
| Ano  | Premiação             | Categoria                | Indicação  | Resultado |
| ---- | --------------------- | ------------------------ | ---------- | --------- |
| 2023 | Prêmio Fita de Teatro | Melhor Atriz Coadjuvante | A Falecida | Venceu    |